# Федеріко Бруно
Федеріко Бруно (ісп. Federico Bruno; 18 червня 1993) — аргентинський легкоатлет, що спеціалізується з бігу на довгі дистанції. Переможець і призер континентальних спортивних змагань, олімпієць.

## Виступи на Олімпіадах
| Олімпіада           | Дисципліна       | Місце |
| ------------------- | ---------------- | ----- |
| Ріо-де-Жанейро 2016 | марафонський біг | 137   |